# Хада-Булацьке сільське поселення (Олов'яннинський район)
Ха́да-Була́цьке сільське поселення (рос. Хада-Булакское сельское поселение) — сільське поселення у складі Олов'яннинського району Забайкальського краю Росії.
Адміністративний центр — селище Хада-Булак.

## Історія
2014 року було утворено селище Центральний Хада-Булак шляхом виділення частини із селища Хада-Булак.

## Населення
Населення сільського поселення становить 1171 особа (2019; 1460 у 2010, 1496 у 2002).

## Склад
До складу сільського поселення входять:
| Населений пункт                | Населення, осіб (2002) | Населення, осіб (2010) |
| ------------------------------ | ---------------------- | ---------------------- |
| Хада-Булак, селище             | 1496                   | 1460                   |
| Центральний Хада-Булак, селище | -                      | -                      |